# Parma Corona
Parma Corona is een corona op de planeet Venus. Parma Corona werd in 2003 genoemd naar Parma, Komi-Permjaakse personificatie van de met de taiga bedekte hooglanden van de Noord-Oeral en moeder van de eerste man Pera.
De corona heeft een diameter van 110 kilometer en bevindt zich ten zuidoosten van Bayara Vallis in het quadrangle Bereghinya Planitia (V-8).